# بوریس گورویچ (کشتی‌گیر، زاده ۱۹۳۷)
بوریس گورویچ (انگلیسی: Boris Gurevich؛ زادهٔ ۲۳ فوریهٔ ۱۹۳۷ – درگذشته ۱۲ نوامبر ۲۰۲۰) کشتی‌گیر اهل اتحاد جماهیر شوروی سوسیالیستی بود.